# ذو العظم الجعدي
ذو العظم الجعدي (الاسم العلمي: Rhytidosteus)، جنس برمائيات منقرض من مقسومات الفقار من العصر الثلاثي المُبكر في جنوب أفريقيا. في عام 2019، تم اكتشاف البقايا له أيضًا في منطقة أستراخان، روسيا.